# .ls
.ls為萊索托國家及地區頂級域（ccTLD）的域名。該域名於1993年1月13日啟用，任何人都有資格註冊二級域名。最初該域名由莱索托国立大学負責管理。2012年4月，域名運營方由莱索托国立大学变更为莱索托通信管理局。2016年1月，非营利性公司莱索托网络信息中心(LsNIC) 成立，此後該機構負責域名註冊業務。

## 外部連結
- IANA .ls whois information（页面存档备份，存于）
- .ls domain registration website
- Domain Hacks Suggest（页面存档备份，存于）